# Autosan A1010T
Autosan A1010T Lider (obecnie Autosan Lider 10) − autobus międzymiastowy produkowany od 2000 roku przez firmę Autosan. Należy do modułowej rodziny A10 Lider.
Aktualnie, pojazd jest też wytwarzany w wersji podmiejskiej oraz w wersji do nauki jazdy, nazwanej Autosan Lider 10L.
Autobus był produkowany także w odmianie 12-metrowej, zwanej A1012T. Stosowane są osie produkcji firmy FON Radomsko, z tyłu typu FON 474.
W końcu listopada 2005 roku wprowadzono zmodernizowany model Autosan A1010T Lider 2. Pierwsze 3 sztuki trafiły do firmy MKS Krosno. Nowy Lider 2 otrzymał nową ścianę przednią oraz tylną z modelu A1112T Sanman, zastosowane również w modelu A1012T Lider. We wnętrzu pojazdu podłoga została obniżona do wysokości 680 mm, dzięki temu autobusy dostosowano do obsługi linii podmiejskich i lokalnych. Powiększono przedział dla osób stojących, kosztem zmniejszenia liczby miejsc siedzących, oraz zamontowano większą liczbą poręczy i uchwytów. Zastosowano kasowniki oraz elektroniczny system informacji pasażerskiej firmy R&G Mielec. Pojazdy napędzane są silnikami Renault o mocy maksymalnej 195 kW (265 KM), z którymi współpracują manualne 6-biegowe skrzynie. Pod koniec 2010 roku z nazwy handlowej usunięte zostało kodowe oznaczenie "A1010T". Od tego momentu model ten nosi nazwę Autosan Lider 10.
Na bazie tego modelu powstała odmiana "Autosan A1010T DW" (Duża Więźniarka) przeznaczona dla policji.
13 autobusów tego modelu zakupiły w 2006 roku Siły Zbrojne RP.

## Galeria

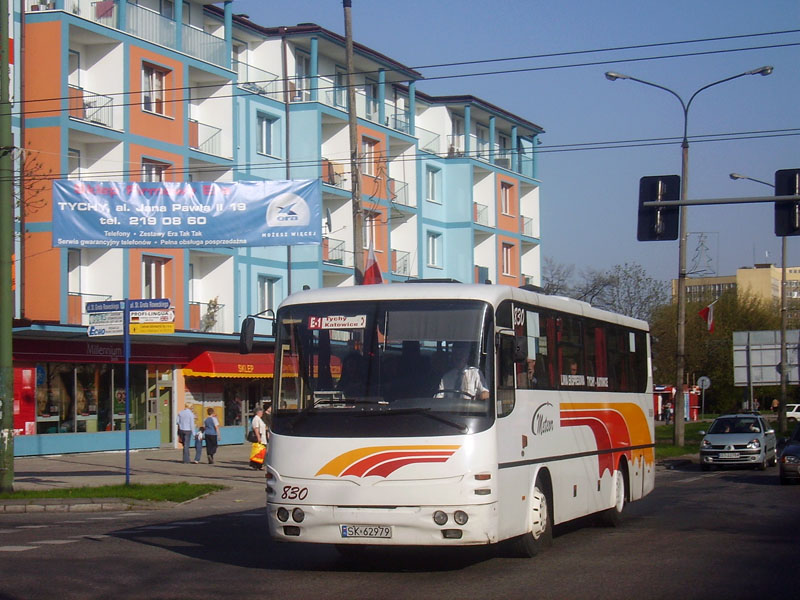
Autosan A1010T Lider Midi z firmy Meteor Jaworzno
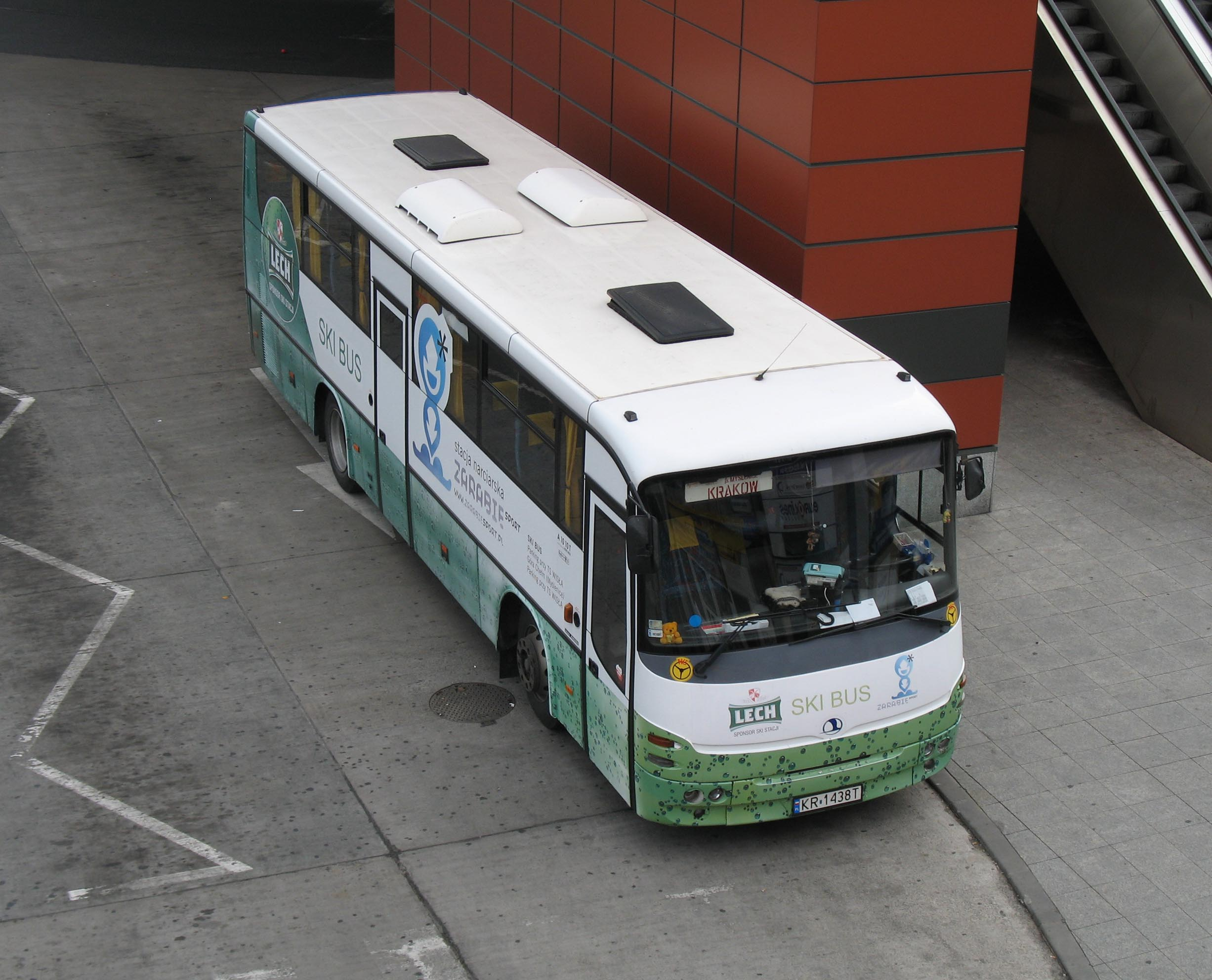
Autosan A1010T Lider Midi od góry
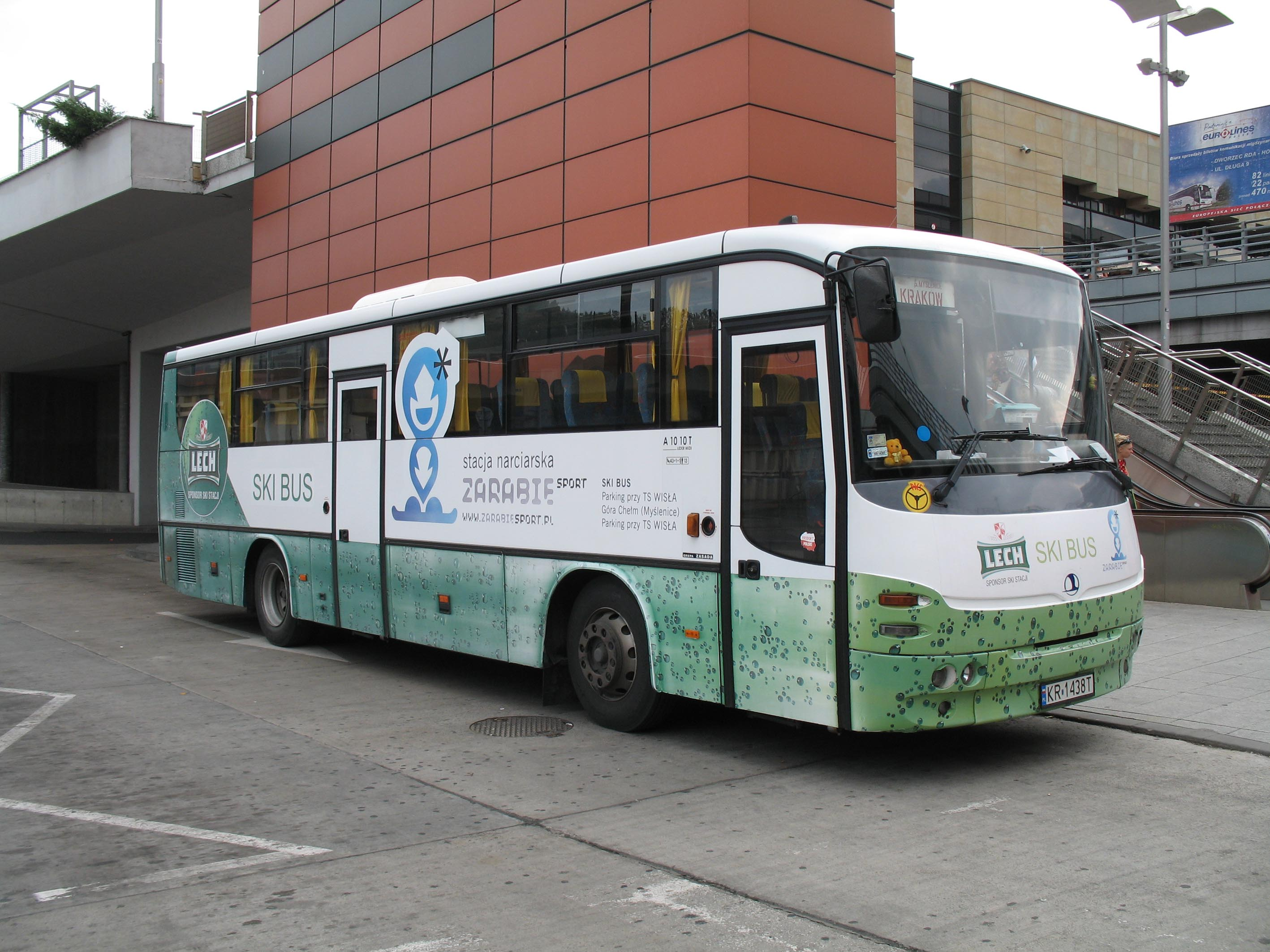
Autosan A1010T Lider Midi, przód i bok
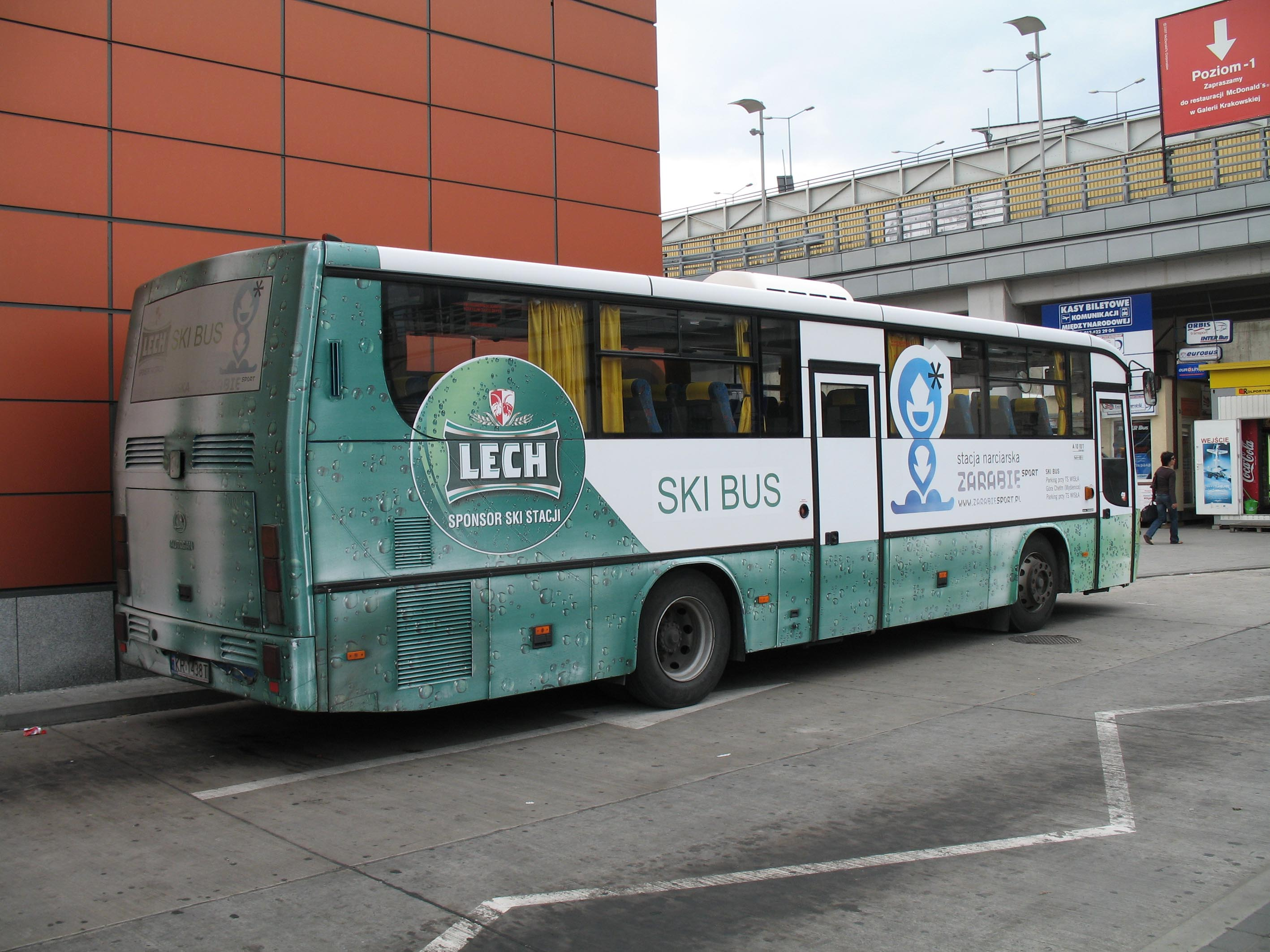
Autosan A1010T Lider Midi od tyłu
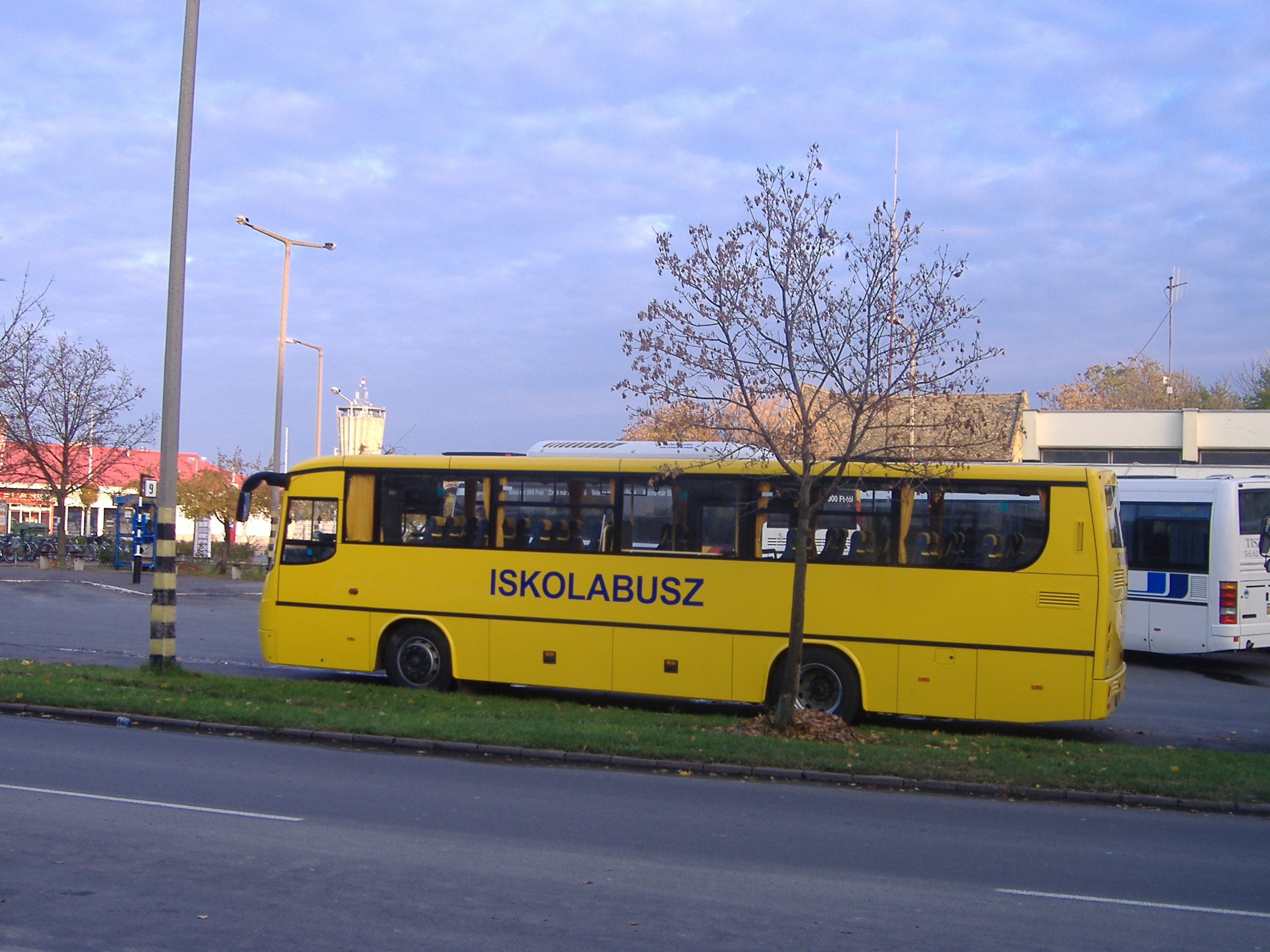
Autobus szkolny A1010T Lider w Makó, Węgry
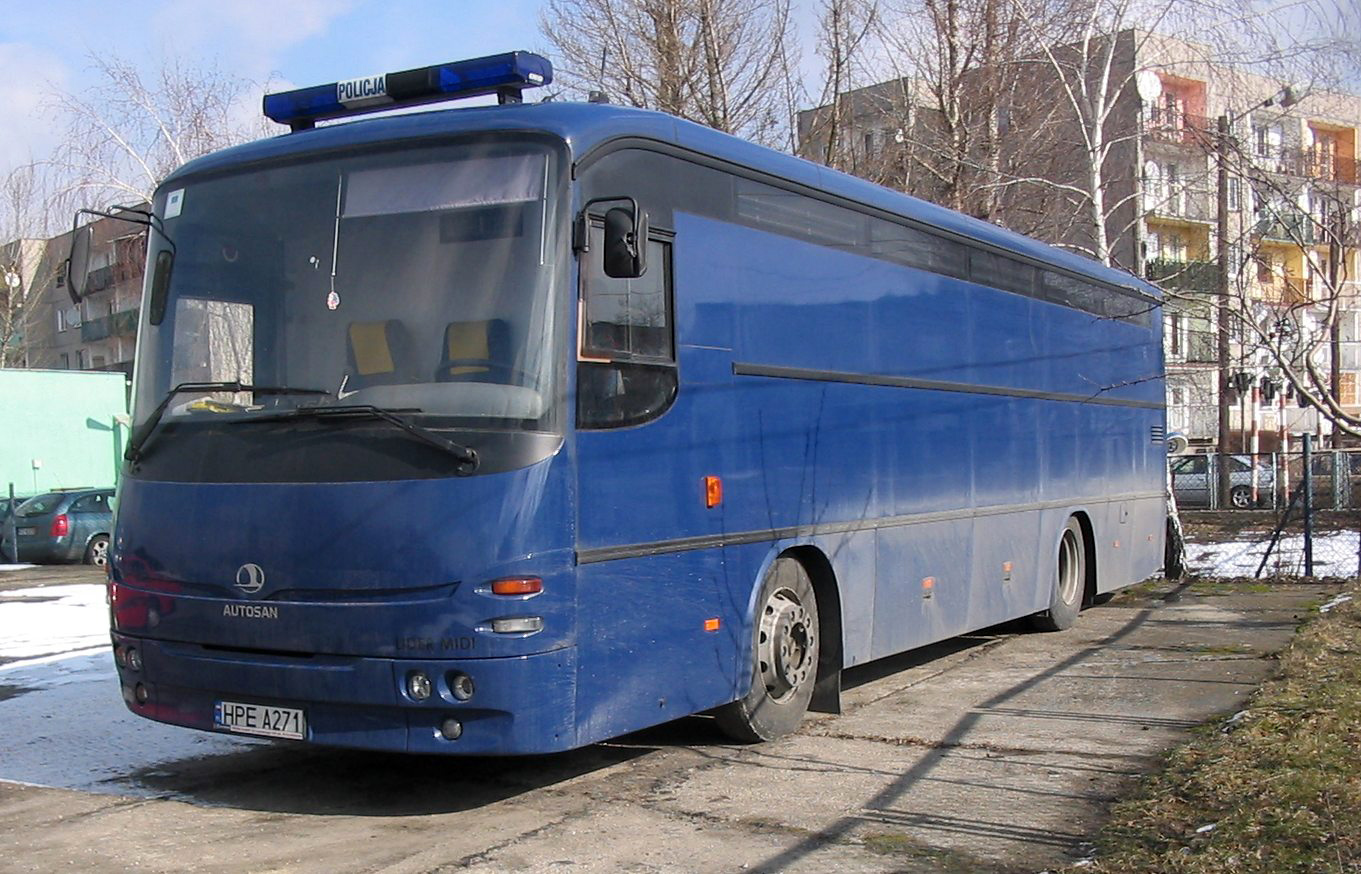
Autobus policyjny Autosan A1010T DW
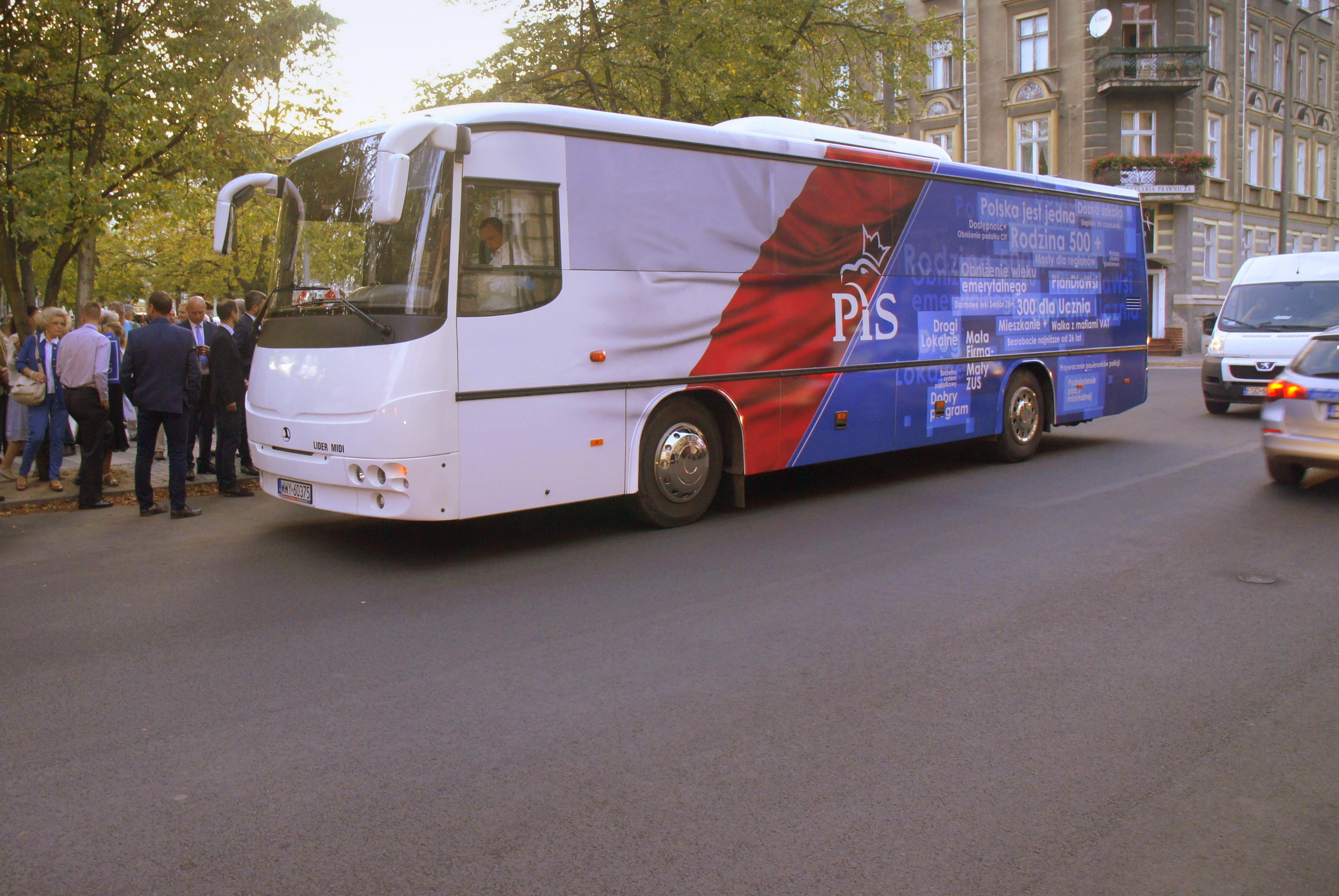
Dowożący premiera rządu na spotkania podczas kampanii wyborczej w 2018